# Boa Esperança do Norte
Boa Esperança do Norte es un municipio brasileño del estado de Mato Grosso. Cuenta con una población de aproximadamente 7 000 habitantes, distribuidos en una superficie de alrededor de 4 500 km².